# Linganore-Bartonsville
Linganore-Bartonsville é uma Região censo-designada localizada no estado americano de Maryland, no Condado de Frederick.

## Demografia
Segundo o censo americano de 2000, a sua população era de 12.529 habitantes.

## Geografia
De acordo com o United States Census Bureau tem uma área de
42,5 km², dos quais 41,7 km² cobertos por terra e 0,8 km² cobertos por água.

## Localidades na vizinhança
O diagrama seguinte representa as localidades num raio de 12 km ao redor de Linganore-Bartonsville.